# Fuente Ymbro
Fuente Ymbro es una ganadería de toros bravos de San José del Valle (Cádiz), cuyas reses pastan en la finca "Fuente Ymbro - Los Romerales", y que pertenece a la Unión de Criadores de Toros de Lidia. El hierro, creado por el empresario cordobés Ricardo Gallardo, nació en 1996 y se conformó con reses - vacas y sementales - de la divisa de Jandilla y está considerada como una de las ganaderías bravas más extensas actualmente.
La antigüedad de la ganadería se remonta al 17 de marzo de 2002, momento en el que el hierro lidió un encierro completo en la Plaza de toros de Madrid; una novillada con picadores que lidiaron los Leandro Marcos, Javier Valverde y Andrés Palacios. Los toros de Fuente Ymbro, que lucen divisa verde, están herrados con una omega con una cruz u una "G" inserta dentro de ésta.

## Historia de la ganadería
La ganadería de Fuente Ymbro se crea en 1996 tras la compra de reses que realiza un empresario de la industria del mueble de la provincia de Córdoba, Ricardo Gallardo, al ganadero de reses bravas Borja Domecq, propietario en aquel entonces del hierro de Jandilla. En esta compra, se adquieren tanto vacas como sementales de esta ganadería por lo que el fenotipo de sus animales posee el mismo tipo de sangre y encaste: Juan Pedro Domecq, vía Jandilla. 
Tras varios años lidiando en plazas menores, la ganadería de Fuente Ymbro, cuyo nombre se toma de la finca donde pastan sus reses, consigue llegar a la Plaza de toros de Madrid donde se presenta dentro de una novillada, en la que estuvieron acartelados Leandro Marcos, Javier Valverde y Andrés Palacios. Una corrida en la que según la presa destacó la presentación de los toros y en la que salmantino Javier Valverde a punto estuvo de cortar dos orejas, lo que le hubiera permitido salir a hombros con el encierro de los novillos de Gallardo.
En el año 2003, la ganadería consigue superar los requisitos de ingresos dentro de la Unión de Criadores de Toros de Lidia, una de las asociaciones ganaderas más representativas del campo bravo español, y que la admitió como divisa dentro del llamado "grupo primero". Un reconocimiento que llegaba después del acuerdo alcanzado por parte de la junta directiva de la UCTL, que en esa ocasión se reunía en la ciudad de Sevilla.
El éxito comercial de la ganadería ha derivado en la creación de nuevos hierros que han adquirido, directamente, reses tanto a Jandilla como a Fuente Ymbro, conformando nuevas explotaciones agropecuarias de toros de lidia. Este sería el caso de hierros como el de El Parralejo y Hermanos Sánchez de León (2007) o Ave María (2015), en Francia, propiedad de Philippe Pagés y Robert Margé.

### Características
La ganadería de Fuente Ymbro está conformada desde sus orígenes con toros de procedencia Domecq, por vía Jandilla. De esta manera, sus reses presentan las mismas características zoomorfas así como, en general, en el mismo comportamiento durante la lidia. Sin embargo, la selección propia que imprime el ganadero ha marcado un tipo de toro particular, más y mejor rematado según el propio Ricardo Gallardo, que elimina el defecto de la grupa lo que, popularmente, se conoce como "culipollo". Sin embargo, y con arreglo a la legislación vigente, se puede establecer cómo los toros de Fuente Ymbro disponen de las siguientes particularidades:
- Son entre elipométricos y eumétricos, más bien brevilíneos con perfiles rectos o subconvexos.
- Bajos de agujas, finos de piel y de proporciones armónicas. Bien encornados, con desarrollo medio, y astifinos, pudiendo presentar encornaduras en gancho.
- El cuello es largo y descolgado, el morrillo bien desarrollado y la papada tiene un grado de desarrollo discreto.
- La línea dorso-lumbar es recta o ligeramente ensillada. La grupa es, con frecuencia, angulosa y poco desarrollada y las extremidades cortas, sobre todo las manos, de radios óseos finos.
- Sus pintas son negras, coloradas, castañas, tostadas y, ocasionalmente, jaboneras y ensabanadas, estas últimas por influencia de la casta Vazqueña.

### Toros célebres
- Harinero, número 150, negro, de 545 kilos, lidiado en la Plaza de toros de Valencia por el diestro Miguel Ángel Perera, siendo reconocido con la gracia del indulto.[6]
- Espléndido, número 24, negro mulato, de 521 kg, lidiado en la Plaza de toros de Murcia el 14 de septiembre de 2005 por el diestro Miguel Ángel Perera, siendo reconocido con la gracia del indulto.[7]
- Jazmín, número 193, negro, lidiado el 20 de junio de 2012 en la Plaza de toros de Mont-de-Marsan (Francia) por Matías Tejela, siendo premiado con el indulto.[8]
- Soplón, número 179 negro de 547 kilos, lidiado en la Plaza de toros de Cabra el 29 de septiembre de 2021 por el diestro Finito de Córdoba, siendo reconocido con el la gracia del indulto después, de que el presidente de la corrida lo concediese antes, de que sonase el tercer aviso.[9]
- Harpía, número 85 negro lidiado en la plaza de toros de Tarifa el 27 de agosto del 2023 por el diestro Manuel Jesús 'El Cid", siendo reconocido con el indulto en la reapertura de la plaza de toros de Tarifa 7 años después.
- Embriagado, número 94 negro mulato lidiado en la plaza de toros de Utrera el 3 de septiembre del 2023 por el diestro Esaú Fernández, siendo reconocido con el indulto después de que sonase el primer aviso. Curiosidad: Este Toro Estuvo en Bilbao en 2023 y fue aprobado en el reconocimiento pero finalmente no se lidió.

## Sanfermines
La ganadería deno de los hierros más reclamados dentro de los sanfermines gracias al juego que dan sus toros durante la lidia en la Plaza de toros de Pamplona. Tanto es así que se trata de una de las ganaderías que con más frecuencia ha asistido a la capital navarra durante el primer cuarto del siglo XXI, lidiando hasta en catorce años consecutivos.

#### 2018
"El naufragio de Fuente Ymbro". Así consideraron algunos medios especializados el juego ofrecido por los toros de este hierro gaditano en la Feria del Toro de Pamplona en 2018, donde el comportamiento de las reses destacaron por su mansedumbre, falta de raza y fuerza. En esta ocasión los toros fueron estoqueados por Sebastián Castella, Miguel Ángel Perera y Alberto López Simón. Fue una tarde mala de Fuente Ymbro que en la cual no volvió en 2019 y fue sustituido por La Palmosilla.
Por la mañana, durante el encierro, los toros de Fuente Ymbro protagonizaron una carrera limpia y rápida, que duró 2 minutos y 15 segundos. En el transcurso de los toros por las calles pamplonesas no se produjo ningún herido por asta de toro, tan solo "tres corredores varones policontusionados en distintas partes de sus cuerpos, aunque ninguno presenta riesgo de fractura", según informó la prensa.

#### 2020
A finales de 2019, la Casa de la Misericordia daba a conocer el nombre de las ganaderías que conformarían los encierros de la próxima Feria del Toro de Pamplona. Entre los hierros reseñados se encontraba el de Fuente Ymbro, que regresaba a las calles de la capital navarra tras un año de ausencia.

#### 2022
Ese año, Fuente Ymbro volvió después de su primer parón en San Fermín, todos fueron toros negros. Los toros que participaron fueron estos: Cazador, Zalagarda, Comisario, Enmudecido, Indómito, Guardes, Imfortunado e Impostor.

#### 2023
Fuente Ymbro una ganadería típica en Pamplona volvió otra vez a las calles de Pamplona con Judío, Vivales, Retama, Pijotero, Pelícano y Holgazán tres toros negros, dos castaños, y el toro famoso de este años un jabonero que se llamaba "Holgazán". El encierro fue el más accidentado de todos, con 11 traumatismos y con un toro protagonista, "Judío", el toro castaño que abría la manada, tiro por los aires a unas cuantas personas. El encierro duró 2 minutos y 21 segundos.
La tarde fue muy buena en el que se cortaron más orejas 7, aunque no ganó ningún premio.

## Premios
- 2006: Premio a la Mejor ganadería, concedido por la revista 6Toros6.[13]
- 2010: Trofeo "Carriquiri" de la Feria del Toro de Pamplona, concedido por la Casa de Misericordia de Pamplona, por el toro Tramposo, número 150, castaño, y de 680, y cuya lidia y muerte correspondió al diestro Antonio Ferrera.[14]
- 2012: Premio "Hierro de Oro", concedido por Radio Nacional de España.[15]
- 2013: Trofeo "Carriquiri" de la Feria del Toro de Pamplona, concedido por la Casa de Misericordia de Pamplona, por el toro Heroína.
- 2015: Premio "Hierro de Oro", concedido por Radio Nacional de España.[16]
- 2019: Premio a la ganadería triunfadora de la Feria de Fallas 2019, concedido por la Diputación Provincial de Valencia.[17]